# Mónica Rangel
Mónica Liliana Rangel Martínez (Ciudad de México; 4 de junio de 1973) es una política mexicana, y médica especializada en salud pública. Fue secretaria y directora de Salud de San Luis Potosí desde el 25 de septiembre de 2015 hasta el 18 de enero de 2021, en la administración de Juan Manuel Carreras. Fue candidata de Morena a gobernadora en las Elecciones estatales de San Luis Potosí de 2021.

## Educación

### Estudios y Formación
Estudió la primaria, secundaria, bachillerato y licenciatura en la Ciudad de México. Cuenta con un título de Médica Cirujana emitido por la Universidad Nacional Autónoma de México, donde aprobó su examen profesional con "Excepcional Calidad" en la Facultad de Medicina de la UNAM; a su vez cuenta con un título de maestría en Salud Pública emitido por el Instituto de Ciencias y Estudios Superiores de Tamaulipas, donde aprobó su examen de grado con la distinción "Felicitación Especial". Cuenta con un título de maestría en Educación emitido por el Instituto Tecnológico y de Estudios Superiores de Monterrey. Cursa una maestría en Dirección y Gestión de Instituciones de Salud en la Universidad Anáhuac México, Campus Norte.

## Trayectoria profesional

### Servicio en la salud pública
Al egresar de la Universidad en 1995, ingresó al internado de medicina en el Hospital General de Ciudad Valles. Posteriormente ocupó una plaza de servicio social en el Estado de San Luis Potosí. Entre 1996 y 1997 fue responsable del Centro de Salud en Coxcatlán, siendo responsable de la operación, administración y dirección de la unidad. Rangel es miembra activa de la Sociedad Mexicana de Salud Pública A.C. desde 1998. Entre 1997 y 1998 fue médica supervisora en el área Normativa del Programa de Ampliación de Cobertura en Secretaria de Salud de San Luis Potosí, Jurisdicción Sanitaria n.º VI ubicada en Tamazunchale. De 1998 a 2000 fue coordinadora Médica Jurisdiccional de los Programas de Ampliación de Cobertura y Programas de Educación, Salud y Alimentación en la misma jurisdicción. 
De noviembre de 2000 a marzo de 2013 se desempeñó como jefa de la Jurisdicción Sanitaria n.º VI, asumiendo la responsabilidad de la salud pública de once municipios de la zona huasteca sur de San Luis Potosí. De 2013 a 2015 fue subdirectora de Primer Nivel de Atención de los Servicios de Salud del Estado de San Luis Potosí.
Fue secretaria de Salud y directora general de los Servicios de Salud del Estado de San Luis Potosí de septiembre de 2015 a enero de 2021.

## Trayectoria política

### Secretaria de Salud de San Luis Potosí (2015-2021)
El 25 de septiembre de 2015 fue nombrada secretaria de Salud y directora general de los Servicios de Salud del Estado de San Luis Potosí. Durante su gestión obtuvo en dos ocasiones el primer lugar nacional en la evaluación "Caminando a la Excelencia", indicadores anuales en acciones de prevención y promoción de la salud. También concretó la edificación del nuevo Hospital Central "Dr. Ignacio Morones Prieto". Además, fueron los primeros Servicios de Salud de la presente administración federal en iniciar la reconversión de un Hospital Central a un Hospital de Alta Especialidad adherido al INSABI. Estuvo al frente de la Secretaría de Salud y los Servicios de Salud hasta el 18 de enero de 2021, cuando solicitó licencia del cargo. El 3 de febrero, Rangel Martínez presentó su renuncia definitiva como titular de los Servicios de Salud del estado, del gobierno del estado de Juan Manuel Carreras.

### Candidata a gobernadora de San Luis Potosí (2021)
El 10 de febrero de 2021 el Movimiento Regeneración Nacional la eligió como su candidata a la gubernatura.
"Estamos seguros que la experiencia de más de 25 años de la doctora Rangel en el servicio público, vinculada siempre a la salud, tendrá un gran potencial de encabezar el movimiento que nos lleve al triunfo", dijo Mario Delgado presidente Nacional de Morena. Delgado detalló que en la contienda interna para la elección de la candidata de Morena a la gubernatura de San Luis Potosí participaron 21 mujeres, que tras una primera encuesta fueron seleccionadas seis y en la realización de un segundo ejercicio, la ganadora fue Rangel Martínez.

## Controversias

### Aprensión y condena (2022)
El martes 12 de abril de 2022, Rangel Martínez fue capturada y detenida en el Estado de México, por la Policía de Investigación de San Luis Potosí y por elementos de la Fiscalía del Edomex, mediante un convenio de colaboración entre ambas instituciones. Rangel es acusada por los presuntos delitos de uso indebido de la función pública, asociación delictuosa y fraude por 22 millones de pesos. El fiscal José Luis Ruiz Contreras, detalló que por dichos delitos podría pasar hasta 27 años de prisión.
La exsecretaria se declaró culpable de los delitos de uso abusivo de la función pública, fraude y asociación delictuosa.
Rangel Martínez recuperó su libertad tras acordar en procedimiento abreviado la reparación del daño por 22 millones de pesos, y el pago de una multa de poco más de 60 mil pesos y 20 mil pesos como garantía del beneficio.
La denuncia fue interpuesta en contra de Rangel Martínez por su responsabilidad comprobada en la compra inexistente de precursores para combatir el vector del dengue, en la Huasteca Potosina, cuando estuvo al frente de la dependencia gubernamental.